# Malegaon
Malegaon (Marathi मालेगाव, Mālegāv) ist eine Stadt im Distrikt Nashik im indischen Bundesstaat Maharashtra.
Sie hat etwa 470.000 Einwohner (Volkszählung 2011). Eine Mehrheit von ihnen sind Muslime.
Im Jahr 2001 wurden bei Unruhen in Malegaon 15 Menschen getötet. Am 8. September 2006 forderten zwei Bombenanschläge auf muslimische Einrichtungen über 30 Tote und ca. 100 Verletzte. Die indische Regierung macht den pakistanischen Geheimdienst Inter-Services Intelligence für die Anschläge verantwortlich, was Pakistan bestreitet.